# Pupečník

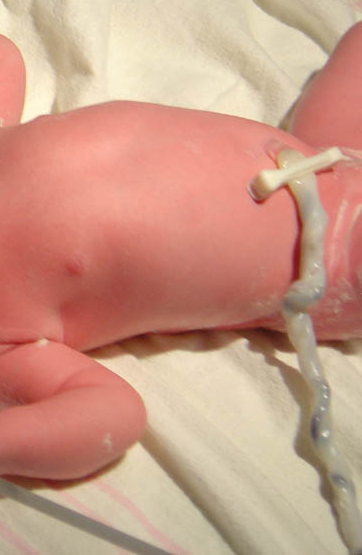
Lidský novorozenec s pupečníkem

Pupečník (též „pupeční šňůra“, latinsky funiculus umbilicalis či chorda umbilicalis) je důležitá anatomická struktura živorodých savců, která umožňuje transport krve z placenty k plodu a zpět. Obsahuje pupečníkové tepny a pupečníkové žíly, které spolu s placentou obstarávají výměnu dýchacích plynů, zásobování živinami a odstraňování odpadních látek.

## Lidský pupečník

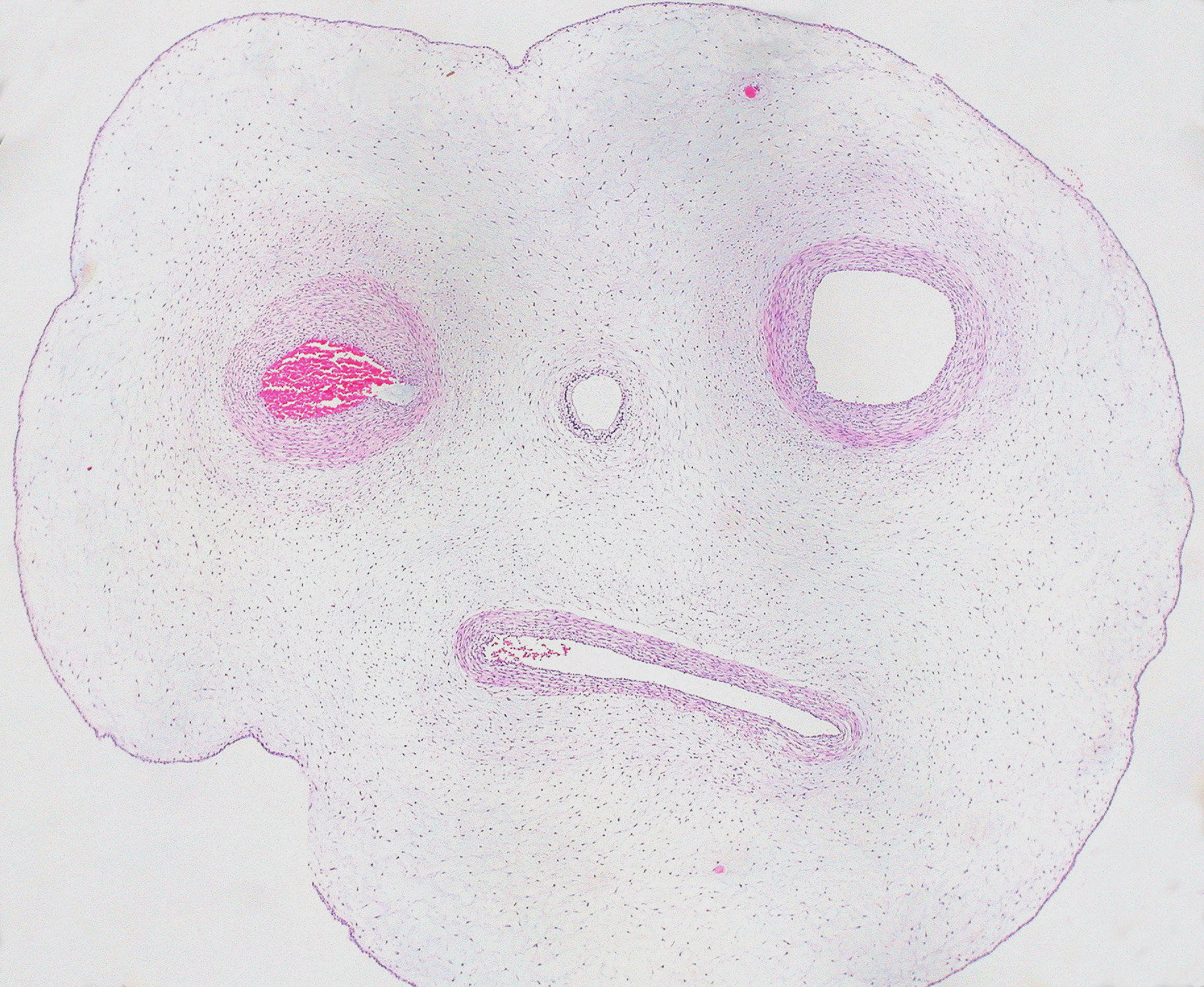
Řez lidským pupečníkem: v horní části jsou vlevo a vpravo pupečníkové tepny, spodní zploštělá céva je pupečníková žíla. Dutá struktura uprostřed je pozůstatek allantoisu

### Anatomie
Vývoj lidského pupečníku úzce souvisí se zvětšováním amniové dutiny a postupným ohraničováním zárodku od okolních tkání. Přibližně ve čtvrtém týdnu těhotenství vzniká primitivní pupek v souvislosti s přemístěním amniového epitelu na břišní stranu embrya. Nejprve jsou v primitivním pupku přítomny nejen základy pupečníkových cév (a allantois) v rámci tzv. zárodečného stvolu, ale také třeba žloutkové cévy a další struktury embrya. Během 7.–9. týdne se stopka žloutkového váčku a zárodečného stvolu stlačuje do jednoho provazce, pupečníku.
Lidský pupečník spojuje matčinu placentu s pupkem dítěte. Má v průměru asi 1–2 cm a na délku nakonec dosahuje délky asi 55 centimetrů. Na povrchu obsahuje epitel tvořený amnionem, uvnitř je hmota želatinové konzistence (tzv. Whartonovův rosol). Podélně jím probíhají tři cévy: dvě pupečníkové tepny a jedna pupečníková žíla. Pupečníkové tepny vedou odkysličenou krev z plodu do placenty; pupečníková žíla přivádí okysličenou krev z placenty do plodu. Za minutu proteče pupečníkem 500 ml krve. Pupečník je díky rychlému růstu pupečníkové žíly zkroucený do šroubovice, což zamezuje přílišnému splétání a zauzlování pupečníkové šňůry.

### Po porodu
Po porodu provádí lékař podvaz pupečníku a následné přestřižení. Zásadní je pečlivé dotahování podvazu při dalším ošetřování, aby novorozenec neztrácel mnoho krve. Je možné ještě následně odebrat pupečníkovou krev, bohatou na různé kmenové buňky (hematopoetické kmenové buňky a různé progenitory krvinek, mezenchymální kmenové buňky a další somatické kmenové buňky). V dospělosti se zachovává pupek, tedy jizva v místě, kde do těla vstupoval pupečník.
Je velmi důležité počkat s přerušením pupečníku až po jeho dotepání. Pupečník totiž v čase těsně po porodu ještě přivádí miminku krev. Až jedna třetina krve, která patří miminku, může být v čase ihned po porodu ještě v placentě. Odložené přerušení pupeční šňůry usnadňuje miminku adaptaci na život mimo dělohu včetně dýchání. Proto je důležité počkat, až pupečník zbělá a ochabne. To trvá obvykle 1-5 minut. Odložené dotepání pupečníku doporučuje i Světová zdravotnická organizace (WHO).
Pokud chtějí rodiče darovat pupečníkovou krev miminka, znamená to, že se pupečník musí přerušit, dokud v něm krev ještě pulsuje. Znamená to tedy upřít tuto krev v prvních minutách života vlastnímu miminku.

### Anomálie a onemocnění
Je uváděno velké množství různých vývojových anomálií pupečníku. Jedním z hledisek je jeho délka. Velmi krátký pupečník (cca pod 30 cm) může komplikovat porod. Ve vzácných případech může chybět jedna z pupečníkových tepen. Další skupinou anomálií je připojení pupečníku na nesprávném místě – např. na okraji placenty (insertio marginalis) či dokonce mimo placentu (insertio velamentosa).